# Comté de Logan (Ohio)
Pour les articles homonymes, voir Comté de Logan.
Le comté de Logan est situé dans l’État de Ohio, aux États-Unis. Il comptait 46 005 habitants en 2000. Son siège est Bellefontaine.

## Monuments et sites
- Le tumulus de Dunns Pond, situé près de Huntsville, est un tumulus amérindien précolombien. Son site est considéré être le site archéologique le plus intéressant du comté de Logan. Ce tumulus est inscrit depuis 1974 au Registre national des lieux historiques.
- Les tumulus de l'île de Lake Ridge dans le comté de Logan sont probablement des tumulus amérindiens de la culture Hopewell. Ils sont inscrits depuis 1974 au registre national des lieux historiques.